# Ruca

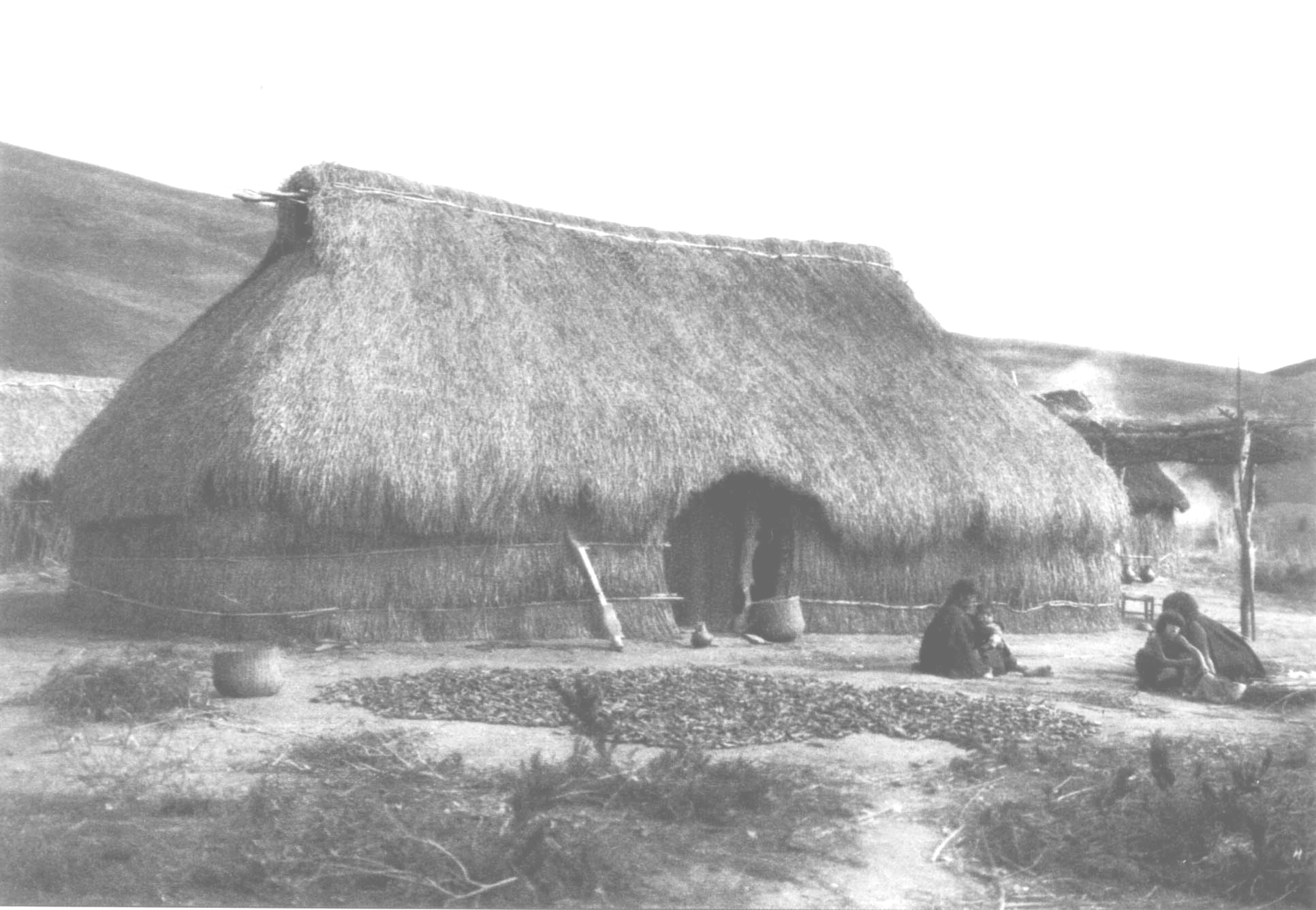
Ruca mapuche en 1930.

Ruca (del mapudungun ruka, "casa") es el nombre de la vivienda tradicional de los mapuches, pueblo que habita en los actuales territorios de Chile y Argentina.

## Ruca mapuche

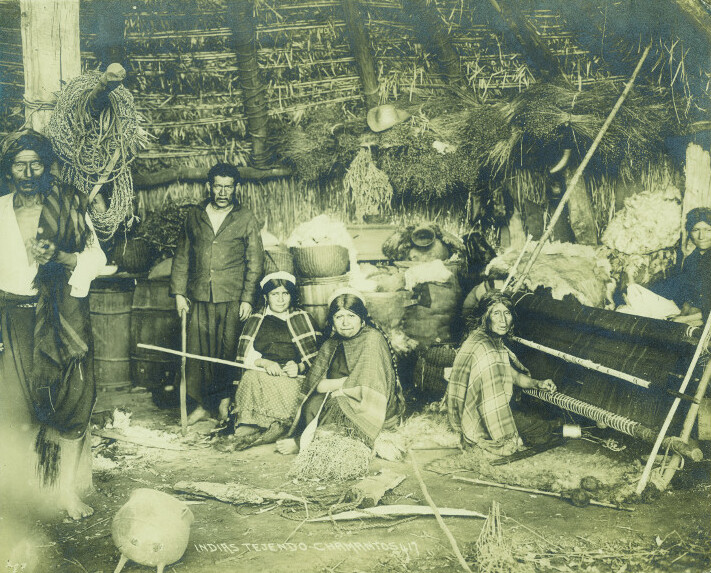
Mapuches al interior de ruca hacia 1895.

La ruca es la construcción más importante dentro de la arquitectura mapuche. Ruca en mapudungun significa 'casa' y es ahí donde vivían tradicionalmente los mapuches. 
Su superficie varía entre los 120 y 240 metros cuadrados. Esta construcción es sobre la base de materiales que ofrece la naturaleza en el lugar que se emplaza, por ejemplo: Están formadas por paredes de tablas o de varas de coligüe, reforzadas por dentro con postes de madera y se tapizan con totora. El techo es de junquillo o de algún pasto semejante a paja brava. 
La ruca tradicional es redonda, ovalada o también puede ser rectangular o cuadrada y tiene una sola entrada principal abierta hacia el Este, orientación que expresa la preferencia cosmológica mapuche por el Pwelmapu o Puel mapu ('Tierra del este'). También puede tener una pequeña puerta secundaria hacia el oeste.
Adentro se disponen espacios para guardar víveres y es muy común ver artefactos domésticos que cuelgan del techo y paredes. En su interior, a los costados, se distribuyen las camas y al centro el fogón (kütralwe), el cual, aparte de servir para cocinar, ser lugar de preparación de alimentos, alumbrar, y entregar calor, además cumple con la función de impermeabilizar, ya que el humo que expulsa sumado a la grasa de los alimentos, cubre el interior de la casa generando una capa protectora. El carbón y el hollín ennegrecen las paredes interiores y le dan un olor especial al ambiente de la ruca; el humo se evacuaba a través de un agujero ubicado en el techo. El  kütralwe o fogón era un detalle de gran importancia ya que ardía constantemente en el centro del hogar, y además según la tradición, en él reside el Ngen-kütral.

## Espacio mapuche
El territorio habitado por el pueblo mapuche se organiza a partir de cuatro puntos, los cuales son identidades territoriales asociados a los puntos cardinales.
- Pikun mapu ('Tierra del norte')
- Puel mapu ('Tierra del este')
- Willi mapu ('Tierra del sur')
- Lafken mapu ('Tierra del oeste')

Además, la configuración del espacio está representada por el día y la noche, la vida y la muerte o las estaciones del año.
La ruca mapuche varía en materialidad y forma de acuerdo a la zona donde se emplaza. Hay diferencias en relación con el lugar en que se construye por distintas variables como el clima, grupo cultural y necesidades, entre otras.

## Tipos de ruca

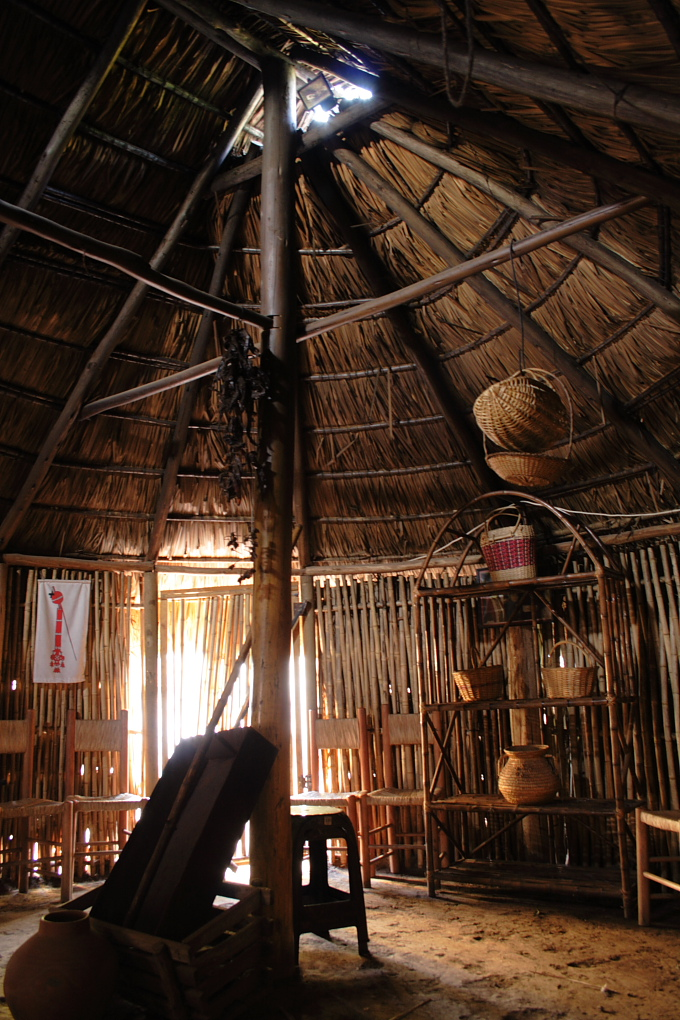
Interior de una ruca mapuche.

- Ruca pikunche: es de planta ovalada y techada con atados de paja. Sus muros son de madera en sentido vertical. Al igual que la ruca lafkenche se estructura en base de 2 o 4 pilares centrales que sostienen el envigado.[1]

- Ruca pewenche: estas rucas se encuentran  hacia la cordillera de los Andes, por lo tanto tienen soluciones que se adaptan a las exigencias del lugar. Su planta es cuadrada o rectangular y está techada con una resistente estructura de madera que sostiene el peso de las nevadas en el invierno y tiene una pendiente inclinada para que así la nieve escurra más fácilmente. El techo se apoya en los muros perimetrales de madera tableada en sentido vertical.

- Ruca williche: su planta generalmente es cuadrada, de muros tableados en sentido horizontal. Como está ubicada hacia el sur su techo es inclinado de paja y se estructura en los muros perimetrales. Tiene 2 puertas, una hacia el oriente, y otra hacia el poniente.

- Ruca lafkenche: generalmente es de planta circular, su techo es de paja y es tan largo que llega hasta abajo y se confunde con los muros del mismo material. Se estructura a partir de 2 postes centrales que sostienen el envigado del techo.

## Construcción de la ruca
Antiguamente, cuando alguien quería construir su ruca, le pedía permiso al espíritu Ngen-mapu para establecerse en el lugar, y debía avisar a un superior para dar el aviso al resto de la comunidad. Así, el futuro dueño de la ruca debía recolectar los elementos para la construcción, mientras que las personas de la comunidad junto con él trabajaban construyendo la ruca; realizando un trabajo comunitario llamado rukatun o rukan.
Al finalizar el trabajo, se celebraban el trabajo con una comida compartida para los colaboradores y se bailaba con máscaras de madera o collón.